# Helmut Schmidt
Helmut Heinrich Waldemar Schmidt (Amburgo, 23 dicembre 1918 – Amburgo, 10 novembre 2015) è stato un politico tedesco, cancelliere federale della Repubblica Federale di Germania dal 6 maggio 1974 al 1º ottobre 1982.
Nel 1946, dopo aver partecipato al secondo conflitto mondiale, si iscrisse al Partito Socialdemocratico di Germania (SPD), per il quale fu membro del Bundestag dal 1953 al 1962 e poi dal 1967 al 1987. Fra il 1969 e il 1972 fu Ministro della difesa nel governo Kiesinger, di grande coalizione. Nel 1972 il neo-cancelliere Willy Brandt, anche lui dell'SPD, gli affidò il ruolo di Ministro delle finanze. Nel 1974, quando Brandt fu costretto a dimettersi per il coinvolgimento di un suo consigliere, Günter Guillaume, in una rete di spionaggio a favore della DDR, Schmidt gli subentrò alla guida del governo. Rimase in carica come cancelliere federale per otto anni, presiedendo tre governi (Schmidt I, II e III, tutti in coalizione con il Partito Liberal-Democratico - FDP)) e stabilendo il record di permanenza fra i cancellieri dell'SPD. Il periodo dei cancellierati Schmidt fu segnato dal terrorismo (banda Baader-Meinhof), dalla guerra fredda con la vicina Repubblica Democratica Tedesca, dal rafforzamento dell'integrazione europea e dalla crisi energetica che provocò forti fiammate inflazionistiche in tutto l'Occidente.
Nel 1982, i disaccordi in tema di politica economica e politica estera fra SPD e FDP indussero i liberal-democratici a rompere la coalizione e presentare, insieme al Partito Popolare (CDU/CSU), una mozione di sfiducia costruttiva per sostituire Schmidt con Helmut Kohl. Lasciati i ruoli di governo, nel 1983 assunse la condirezione del settimanale Die Zeit che detenne fino alla morte. Nel 1986 Schmidt fu tra i promotori dell'unione monetaria europea e della Banca centrale europea. Nello stesso anno, dopo essersi scontrato su questioni economiche con l'ala sinistra della SPD, si ritirò dal Parlamento. Negli anni successivi scrisse diversi saggi di argomento politico ed economico e godette di popolarità e stima tra i partiti come statista anziano.

## Biografia

### Inizi, famiglia, vita e formazione
Helmut Schmidt nacque nel 1918 a Barmbek, un quartiere operaio di Amburgo, maggiore dei due figli degli insegnanti Ludovica Koch (1890-1968) e Gustav Ludwig Schmidt (1888-1981). Suo padre era figlio naturale di un banchiere ebreo tedesco, Ludwig Gumpel, e una cameriera cristiana, Friederike Wenzel, e poi di nascosto venne adottato: sulle origini fu mantenuto un segreto di famiglia per molti decenni. Ciò venne confermato pubblicamente da Schmidt nel 1984, dopo che Valéry Giscard d'Estaing rivelò il fatto ai giornalisti, a quanto pare con il parere conforme di Schmidt. Schmidt stesso era un luterano non praticante.
Schmidt studiò ad Amburgo alla scuola Lichtwark, diplomandosi nel 1937. Fino al 1936 fu leader di gruppo (Scharführer) nell'organizzazione della Gioventù hitleriana, ma per le idee antinaziste venne declassato e congedato. Tuttavia, l'antinazismo giovanile di Schmidt, a partire dal 1942m è stato messo in dubbio, da alcuni documenti che ne elogiano il comportamento impeccabile nazional-socialista; nel 1944 i suoi superiori dissero che Schmidt "stava nel terreno dell'ideologia nazionalsocialista, sapendo che doveva trasmetterla". Il 27 giugno 1942 sposò l'amica d'infanzia Hannelore "Loki" Glaser (3 marzo 1919 - 21 ottobre 2010); la coppia ebbe due figli: Helmut Walter (26 giugno 1944 - 19 febbraio 1945, morto di meningite) e Susanne (nata l'8 maggio 1947), che lavora a Londra per Bloomberg Television. Schmidt riprese la sua formazione ad Amburgo dopo la guerra, conseguendo una laurea in economia e scienze politiche nel 1949.

### Servizio militare
Nel 1937 fu arruolato e cominciò il servizio militare in una batteria antiaerea a Vegesack, vicino a Brema, nella seconda guerra mondiale. Dopo un breve servizio sul fronte orientale durante l'invasione dell'Unione Sovietica nel 1941, tra cui l'assedio di Leningrado, tornò in Germania nel 1942 per lavorare come formatore e consulente presso il Ministero dell'Aviazione. Per il servizio nella seconda guerra mondiale, Schmidt ricevette la croce di ferro di 2ª Classe. Frequentò il Tribunale del Popolo come spettatore militare ad alcuni dei processi farsa per gli ufficiali coinvolti nella trama del 20 luglio, in cui venne eseguito un tentativo fallito di assassinare Hitler a Rastenburg, ed era disgustato dal comportamento di Roland Freisler. Verso la fine della guerra, dal dicembre 1944 in poi, lavorò come Oberleutnant nell'arma contraerea sul fronte occidentale durante l'Offensiva delle Ardenne. Venne catturato dagli inglesi nell'aprile 1945 sulla Landa di Luneburgo, e fu prigioniero di guerra fino all'agosto dello stesso anno, in Belgio.

### Il cancellierato

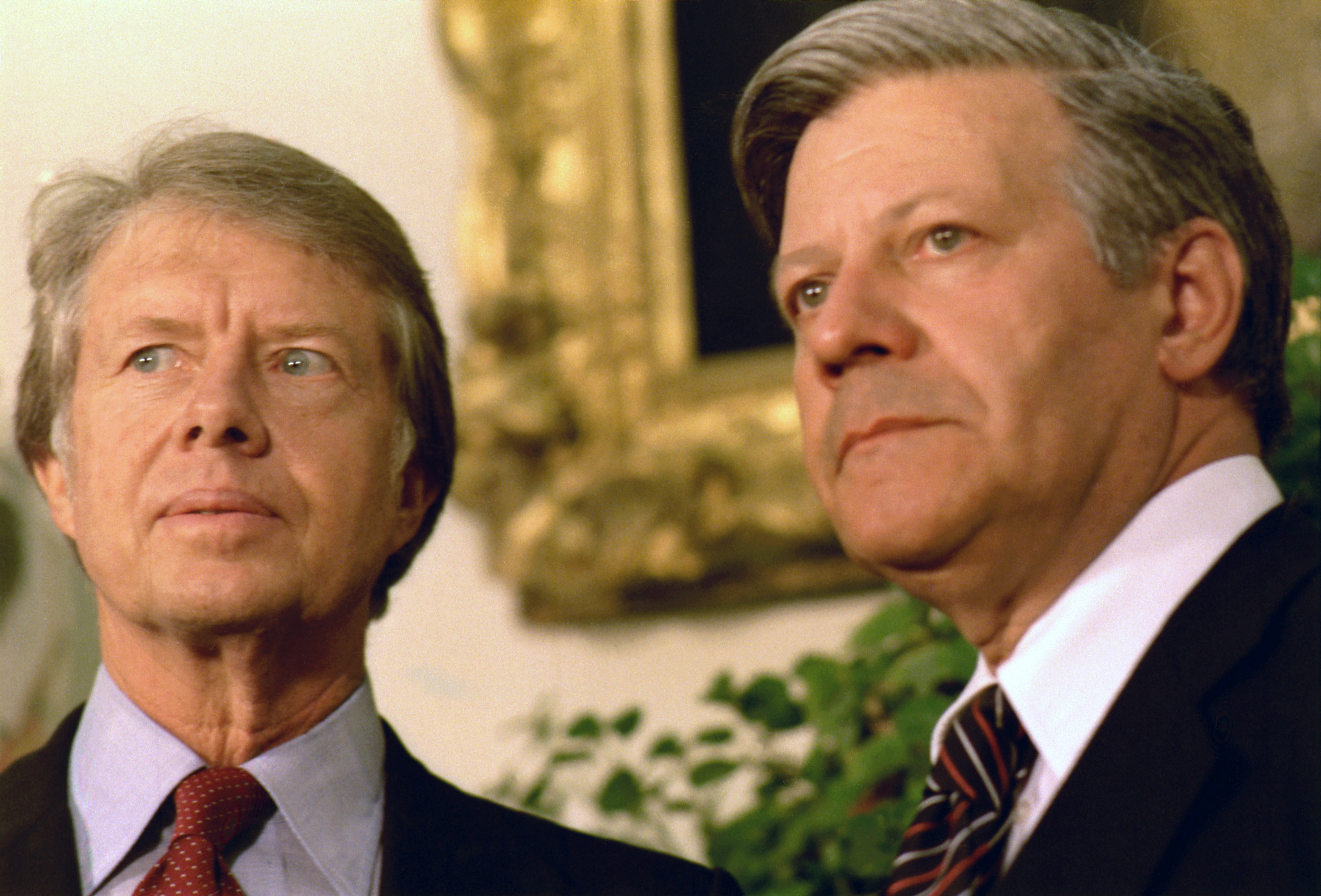
Helmut Schmidt e Jimmy Carter durante una visita del cancelliere alla Casa Bianca il 13 luglio 1977

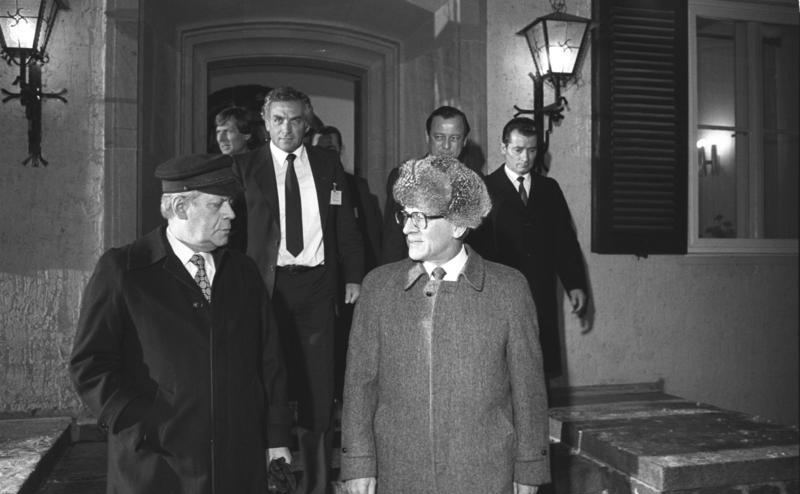
Helmut Schmidt accanto al Segretario generale del Comitato Centrale del Partito Socialista Unificato di Germania (SED) Erich Honecker in un incontro dell'11 dicembre 1981

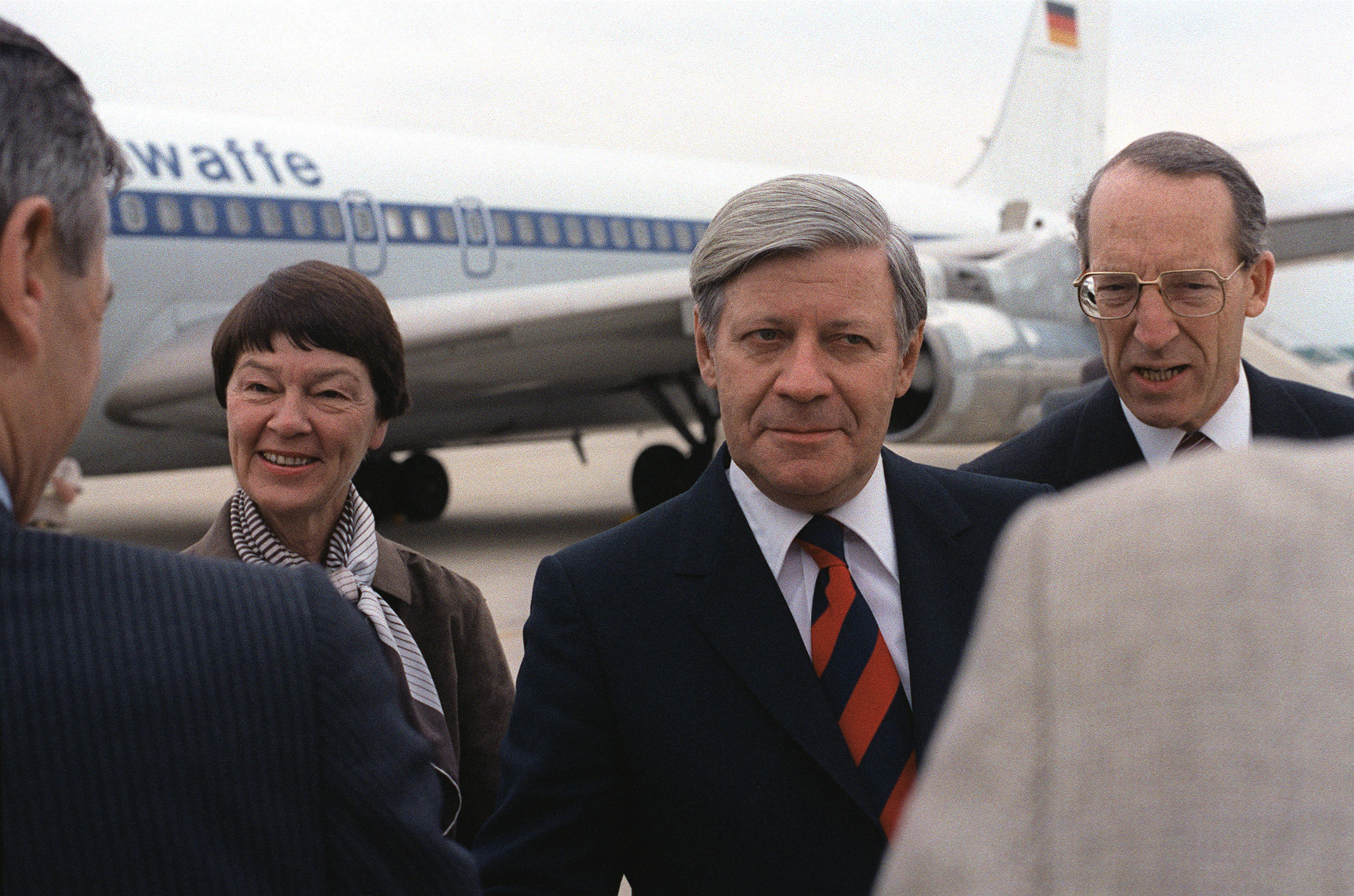
Helmut Schmidt e la moglie Loki al loro arrivo in Maryland il 20 maggio 1981

Schmidt successe nel 1974 a Willy Brandt, in seguito allo scandalo che aveva coinvolto il segretario di Brandt, Günter Guillaume, smascherato come spia della Germania Est. Nel 1976 vinse le elezioni federali formando un secondo governo in alleanza col Partito liberal-democratico. Come cancelliere federale contribuì al percorso della costruzione dell'Unione europea, in particolare istituzionalizzando il Consiglio europeo nel 1974 e lanciando il Fondo Europeo di Sviluppo Regionale nel 1978, il Sistema Monetario Europeo (antesignano dell'euro) nel 1979 e favorendo la prima elezione diretta del Parlamento europeo nello stesso 1979.
Favorì inoltre la nascita del G5 nel 1975, poi divenuto G8, e la "doppia decisione" con cui la NATO contrappose l'installazione dei Pershing-2 e dei Cruise, dispiegati sul suolo tedesco e per le pressioni di Schmidt anche su quello italiano, al mancato smantellamento dei missili SS-20 che l'URSS aveva collocato nel teatro europeo. Dapprima allacciando strette relazioni con Nixon, prese progressivamente le distanze dai successori di quest'ultimo, Carter e Reagan.
Queste azioni di politica estera furono realizzate grazie al buon rapporto, politico e personale, con il presidente francese Valéry Giscard d'Estaing: si iniziò a parlare da allora di asse franco-tedesco, cioè di una linea comune di intesa che poi ebbe nuovi fasti col buon rapporto tra François Mitterrand ed Helmut Kohl. Alla crisi energetica degli anni settanta rispose con politiche economiche disinflazionistiche, ma rifiutando di operare tagli della spesa sociale (non esitando a ricorrere all'indebitamento pubblico), che ebbero riverberi sull'impetuoso sviluppo del paese, frenato dopo venti anni di incessante ascesa.
Riconfermato cancelliere nel 1980, sempre in alleanza con i liberali, cercò di favorire il dialogo tra le due Germanie, rilanciando i rapporti della Repubblica federale con i vicini orientali (Ostpolitik), sulla scia di Brandt, linea che ebbe risonanza negativa presso la NATO (ricevette per questo accuse di infedeltà dall'Alleanza). Il suo governo cadde nell'ottobre 1982, con l'utilizzo dell'istituto della sfiducia costruttiva, per il venir meno dell'appoggio del Partito liberale a seguito di varie divergenze in materia di spesa sociale, indebitamento pubblico, rapporti Est-Ovest, sostituito da una coalizione democristiano-liberale guidata da Helmut Kohl.
Politico pragmatico, terminato il ruolo di membro del Bundestag, si ritirò dalla politica attiva nel 1986. in tarda età si è pronunciato in termini critici sulla posizione di dominio che sembra occupare la Germania in Europa, mettendo in guardia sulle conseguenze funeste che una leadership tedesca costruita a spese dei paesi periferici, a suo dire, potrebbe avere in futuro sul progetto europeo.

## Posizioni politiche

### Politica interna
Nel 2005, Schmidt ha descritto la disoccupazione di massa come il più grande problema tedesco. Ha elogiato l'"Agenda 2010" di Gerhard Schröder e l'ha vista come un primo passo per affrontare le conseguenze del cambiamento demografico. Tuttavia, riteneva che il programma di riforma fosse insufficiente e sostenne nel 1997 una deregolamentazione del mercato del lavoro tedesco, compresa una limitazione della protezione dal licenziamento. I criteri di ragionevolezza per i disoccupati dovrebbero essere ulteriormente rafforzati e il sussidio di disoccupazione dovrebbe essere congelato in termini nominali per un certo numero di anni (o diminuire in termini reali). Il contratto collettivo forfettario era considerato da Schmidt come obsoleto e chiedeva la sua completa abolizione; l'influenza dei sindacati, che a suo avviso erano troppo potenti, dovrebbe essere ridotta. Solo dopo che queste riforme sarebbero state attuate, secondo Schmidt, potrebbe essere introdotto un salario minimo (ma relativamente basso). Per finanziare le pensioni, è essenziale un'estensione generale dell'orario di lavoro (orario di lavoro e settimanale).
Inoltre, Schmidt era un sostenitore dell'energia nucleare e degli oppositori del phase-out nucleare, che fu deciso sotto il governo federale rosso-verde. Considerava il rifiuto dell'energia nucleare tra la popolazione di essere un prodotto della paura tedesca del cambiamento derivante dalla Seconda guerra mondiale e dall'Olocausto. Un altro punto di conflitto con l'SPD è stata la sua approvazione delle tasse universitarie generali con l'appropriata disposizione del BAföG e del sistema di borse di studio.
Schmidt era già negli anni '60 un sostenitore dell'introduzione del voto a maggioranza in Germania, poiché questa riforma faceva parte dell'agenda interna dell'allora grande coalizione. Più tardi, lo considerava ancora proporzionato alla rappresentazione proporzionale, ma considerava impossibile il successo di un nuovo tentativo di riforma elettorale. Schimdt ha respinto una frequente espansione richiesta di referendum, perché erano troppo dipendenti dall'umore della gente. Ha anche criticato la natura del finanziamento dei partiti in Germania. A lungo termine ha auspicato l'abolizione completa dei finanziamenti statali e delle donazioni economiche. Le quote associative private non dovrebbero essere deducibili dalle tasse.
Il federalismo tedesco, che ha descritto come un "piccolo Stato", Schmidt ha attestato numerose debolezze storicamente cresciute, sebbene abbia ammesso il principio di sussidiarietà. A causa dell'"egoismo dei partiti" e dell'interferenza della politica statale e federale, Schmidt considerava la "campagna elettorale permanente nel ciclo trimestrale" paralizzante, in quanto influenzava o ritardava la legislazione dello stato populista ("allo scopo di aumentare la popolarità"). Pertanto, ha chiesto la fusione di tutte le elezioni federali e statali in un unico appuntamento ogni due anni, seguendo l'esempio degli Stati Uniti d'America. La capitale tedesca di Berlino doveva essere rafforzata finanziariamente secondo la volontà di Schmidt, per la quale era subordinata alla Confederazione e mantenuta da lui la capitale (distretto federale) come Washington considerato il modello più praticabile.
Helmut Schmidt si è lamentato per tutta la sua vita di un'eccessiva "rabbia normativa" tedesca e notava nell'esecutivo dello Stato un pronunciato "paragraphenglaubigkeit". La classe politica in Germania è stata colpita da una "epidemia psichica", di cui tra l'altro, il deposito di lattine introdotto nel 2003 e l'imposizione fino al 2008 del divieto di fumo fu testimoniato. Pertanto, molte leggi dovrebbero essere abolite e semplificate. La Legge fondamentale dovrebbe essere modificata con maggiore cautela e non così spesso e la Corte costituzionale federale dovrebbe ritenere i suoi giudizi "restrittivi". Schmidt ha messo in guardia contro un cambio di potere tra Parlamento e burocrazia. Il miglior esempio di un'autorità che opera senza ragione e controllo parlamentare è stato per lui il KMK, la Conferenza dei ministri dell'istruzione, che ha causato il caos tedesco della scrittura.
Nel 2011, Schmidt è entrato nel dibattito sul ruolo della BCE nell'attuale crisi dell'euro.
Helmut Schmidt definiva la società multiculturale "un'illusione di intellettuali". Il concetto di multiculturalismo è difficile da riconciliare con una società democratica, secondo Schmidt. Fu quindi un errore che nella Repubblica federale all'inizio degli anni '60 lavoratori da cultura straniera emigrarono.
Sulla questione della maggiore età, Helmut Schmidt è stato sempre contrario alla riduzione dal 21º al 18º anno di vita nel 1975. Quindi, fu in opposizione all'opinione del partito SPD.

### Politica estera
In politica estera, Schmidt attribuiva una grande importanza al principio di non ingerenza negli affari degli Stati sovrani. Criticò nei commenti su i cosiddetti interventi umanitari, come ad esempio nei Balcani: "Purtroppo stiamo vivendo in termini di diritto internazionale, al momento solo battute d'arresto, non solo gli americani, ma anche da parte tedesca. Ciò che abbiamo fatto in Kosovo e in Bosnia-Erzegovina ha chiaramente violato l'allora diritto internazionale vigente."
Schmidt era un oppositore della prevista adesione della Turchia all'Unione europea. Temeva che l'adesione avrebbe messo a repentaglio la libertà politica estera di azione dell'Unione europea, e anche che l'adesione e il movimento associato sarebbe stato inutile con urgenza a suo parere l'integrazione offerta di vivere in Germania ai cittadini turchi.
Ha definito il vertice del G8 nella sua versione attuale come il "circo mediatico" e ha chiesto l'aggiunta di Cina, India, e dei maggiori esportatori di petrolio e dei paesi in via di sviluppo.

### Politica climatica
Schmidt ha definito il dibattito sul riscaldamento globale nel giugno 2007 "istericamente surriscaldato". C'è sempre stato un cambiamento climatico; le cause sono "nel frattempo non sufficientemente esplorate". Nel 2011, Schmidt ha dichiarato da una parte: "L'operato a livello internazionale di molti governi cosiddetti di politica climatica è ancora nella sua infanzia. I documenti forniti finora da un gruppo internazionale di scienziati"- (Gruppo intergovernativo sul cambiamento climatico) - "sono accolti con scetticismo. In ogni caso, gli obiettivi pubblicamente menzionati da alcuni governi sono "molto meno scientifici e solo politicamente motivati, ma piuttosto, ha chiesto una nuova direzione nella politica energetica, dal momento che le riserve fossili sono state limitate e anche il cambiamento climatico, in quanto è in materia di energia, dovrebbero essere neutralizzate.
Ha descritto l'esplosione demografica globale e la relativa gestione delle questioni relative a cibo, energia e protezione ambientale come la più grande sfida internazionale del futuro.

## Amicizie

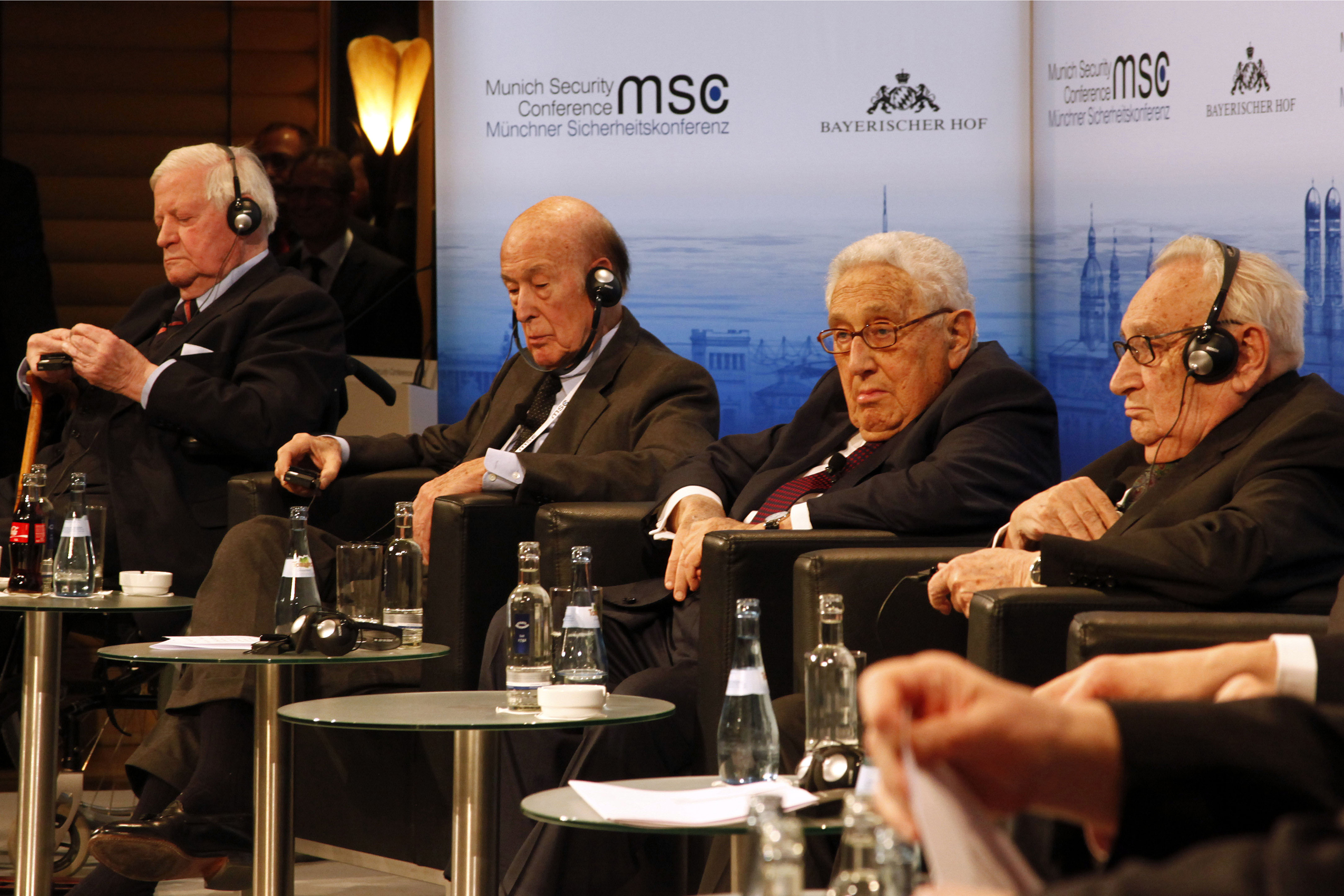
Schmidt con Valéry Giscard d'Estaing, Henry Kissinger e Egon Bahr nel 2014

Schmidt ha descritto l'assassinato presidente egiziano Anwar Sadat come uno dei suoi amici del mondo della politica, e ha mantenuto una amicizia con l'ex presidente della Francia Valéry Giscard d'Estaing. La sua cerchia comprendeva anche l'ex segretario di Stato americano Henry Kissinger, che dichiarò pubblicamente come desiderasse la morte prematura di Helmut Schmidt, perché non avrebbe desiderato vivere in un mondo senza di lui.
È stato anche buon amico con l'ex primo ministro canadese Pierre Trudeau. Al vertice del 4° G7, i due hanno discusso le strategie per le future elezioni federali, e Schmidt gli ha dato consigli in materia di politica economica. Nel 2011, Schmidt ha fatto un pellegrinaggio alla tomba della famiglia Trudeau al cimitero di St-Rémi-de-Napierville, accompagnato da Jean Chrétien e Tom Axworthy.

## Morte e funerale di Stato

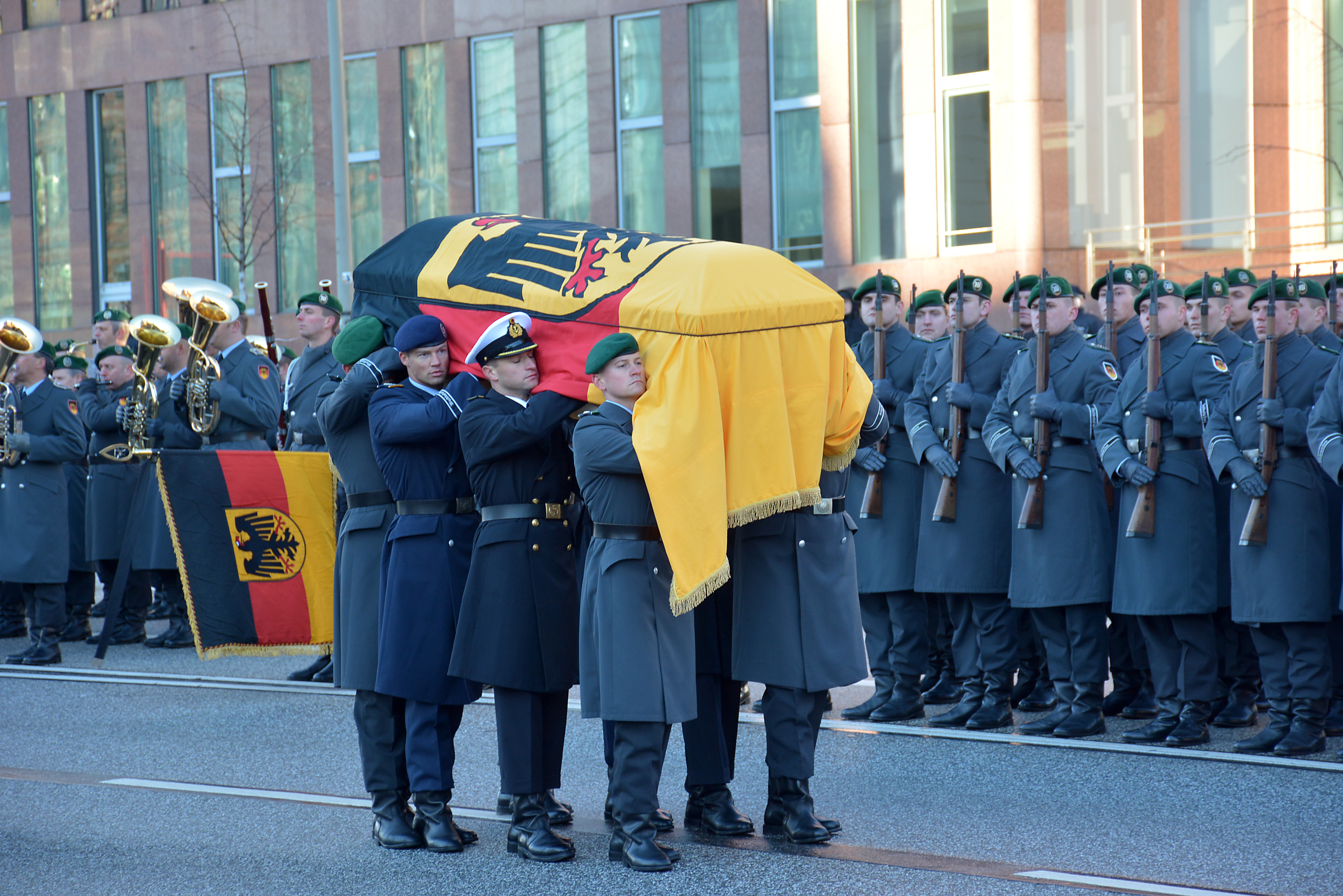
Processione ad Amburgo per i funerali di stato di Schmidt, 23 novembre 2015

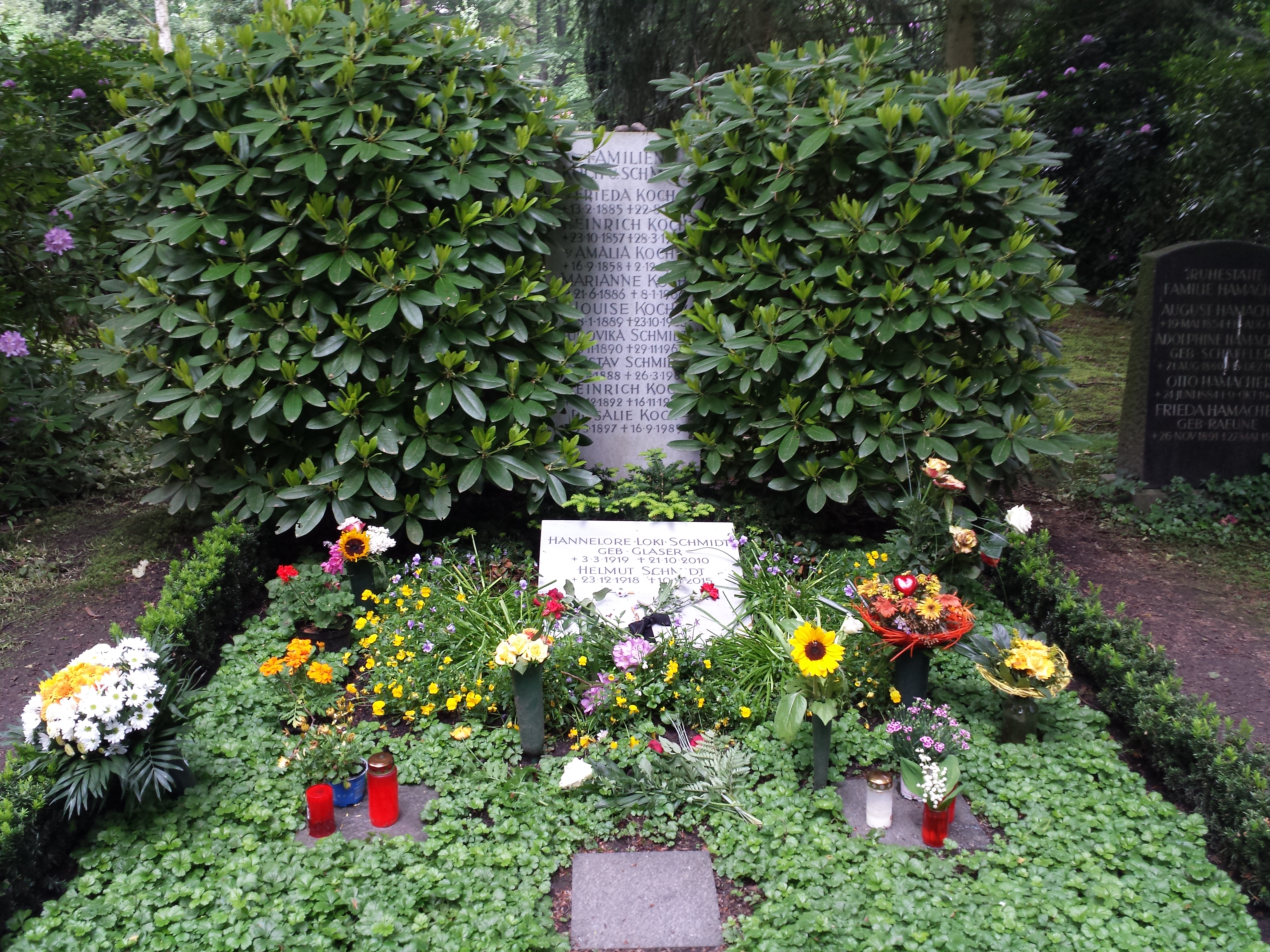
Tomba di Loki ed Helmut Schmidt nel cimitero di Ohlsdorf

Helmut Schmidt morì il 10 novembre 2015, a 96 anni, nella sua abitazione di Amburgo. Poche settimane prima, il 2 settembre, era stato operato per risolvere un coagulo di sangue nella gamba.
Il funerale di stato si tenne il 23 novembre presso la Chiesa protestante luterana di San Michele ad Amburgo. Vi preseo parte i principali leader politici tedeschi e alcuni esponenti stranieri che condivisero le responsabilità di governo negli stessi anni di Schmidt, tra i quali l'ex presidente francese Valéry Giscard d'Estaing e l'ex segretario di Stato statunitense Henry Kissinger, il quale nell'orazione funebre lo definì "una sorta di coscienza del mondo", ricordandone "la visione e il coraggio", sulla base dei principi della "ragione, del diritto, della pace e della fede". 
La bara, avvolta nela bandiera tedesca, venne quindi scortata dal Wachbataillon dell'Esercito tedesco sino al cimitero di Ohlsdorf per una cerimonia privata di sepoltura. I resti di Helmut Schmidt riposano nella tomba di famiglia, accanto a quelli dei genitori e della moglie Loki, morta nel 2010.

## Vita privata

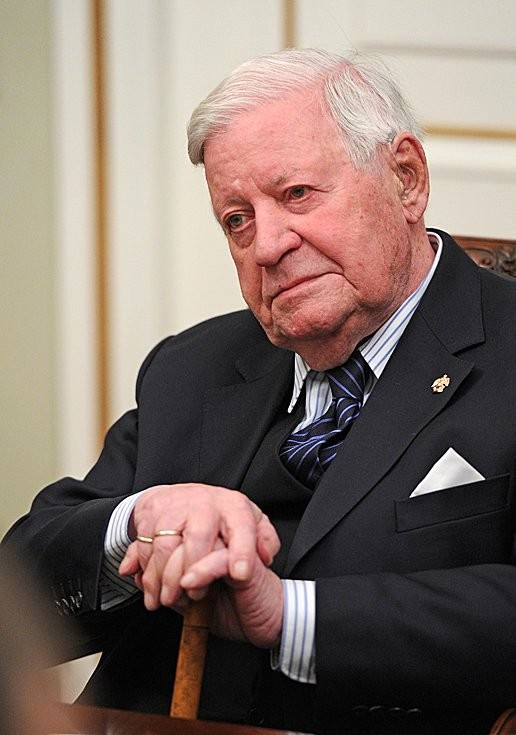
Schmidt nel dicembre 2013

Schmidt era un ammiratore del filosofo Karl Popper, e ha contribuito ad una prefazione nel 1982 di Festschrift in onore di Popper.
Schmidt è stato un pianista talentuoso, ha registrato concerti per pianoforte di Mozart e Bach, sia con il pianista e direttore d'orchestra tedesco Christoph Eschenbach. Schmidt ha registrato il concerto per tre pianoforti e orchestra, K. 242, con la London Philharmonic Orchestra diretta da Eschenbach nel 1982 con i pianisti Eschenbach e Justus Frantz per EMI Records (CDC 7 47473 2). In quella registrazione, secondo le note di copertina del CD, Schmidt eseguì la parte scritta per Giuseppina, la figlia minore della contessa Antonia Lodron. Nel 1990 Schmidt si è unito a Eschenbach, Frantz, Gerhard Oppitz e alla Hamburg Philharmonic Orchestra nella registrazione della Deutsche Grammophon dei Concerti per clavicembalo di Johann Sebastian Bach BWV 1065.
In tutta la sua vita adulta, Schmidt è stato grande fumatore. Egli era ben noto durante le interviste televisive e i talk show. Il 13 ottobre 1981, Schmidt è stato dotato di un pacemaker cardiaco. Fino agli ultimi giorni della sua vita, fu direttore editoriale del prestigioso settimanale Die Zeit, su cui intervenne di frequente con analisi ed editoriali in seguito al suo ritiro dall'attività politica.
Nel gennaio 2008, la polizia tedesca ha lanciato un'indagine dopo una iniziativa anti-fumo dove Schmidt era stato pagato sfidando il divieto di recente introduzione di fumare. L'iniziativa ha sostenuto che l'ex cancelliere aveva palesemente ignorato le leggi anti-fumo. Nonostante le immagini della stampa, il caso è stato successivamente abbandonato dopo che l'ufficio del pubblico ministero stabilì che le azioni di Schmidt non erano una minaccia per la salute pubblica.
Il 6 aprile 2010, con una durata di 33.342 giorni, ha superato Konrad Adenauer in termini di longevità, e al momento della sua morte era il più vecchio ex cancelliere nella storia della Germania.
All'inizio del mese di agosto 2012, Schmidt ha rilasciato un'intervista alla televisione tedesca e ha rivelato che a 93 anni di età, si era innamorato di nuovo. La sua nuova compagna era Ruth Loah, di 79 anni.

## Opere tradotte in italiano
- Uomini al Potere. Incontro con Breznez · L'Ostpolitik · La Conferenza di Helsinki · L'invasione dell'Afghanistan · Gli errori di Reykjavik · La strategia dell'equilibrio · Gli ostaggi di Mogadiscio, Entebbe e Teheran · Potere e Tv in America · Le crisi petrolifere · La legge marziale in Polonia · L'opzione zero · I Grandi a Venezia · La Cina di Mao e di Deng · Il boom giapponese  (titolo or. Menschen und Mächte), Milano, Sugarco Edizioni, 1988.
- Globalizzazione. Sfide politiche, economiche e culturali, a cura di N. Di Meola, Collana I grandi piccoli, Lavoro, 1999, ISBN 978-88-7910-867-6.
- Le Grandi potenze di domani, traduzione di M. Giacci, Collana Le terre n.192, Roma, Fazi, 2009, ISBN 978-88-8112-997-3.
- L'essenza del bene comune, traduzione di M. Giacci, Collana Le terre n.200, Roma, Fazi, 2009, ISBN 978-88-6411-066-0.